# Contea di Xunke
La contea di Xunke (逊克县S, Xùnkè XiànP) è una contea della Cina, situata nella provincia di Heilongjiang e amministrata dalla prefettura di Heihe.